# Pilosaphiura samanthae
Pilosaphiura samanthae är en tvåvingeart som beskrevs av Ronald Henry Lambert Disney 2003. Pilosaphiura samanthae ingår i släktet Pilosaphiura och familjen puckelflugor. Inga underarter finns listade i Catalogue of Life.